# Mindelo
Mindelo je přístavní město na Kapverdách nacházející se v zátoce Porto Grande. Leží na severu ostrova São Vicente, přičemž 93 % obyvatel ostrova žije právě v Mindelu. Po hlavním městě Praie je Mindelo druhým nejlidnatějším městech v zemi. V roce 2010 zde žilo 70 468 obyvatel. 
Město je někdy označováno jako "kulturní hlavní město" Kapverd, a to mj. vzhledem k pravidelnému konání karnevalů ve městě. Sídlí zde Univerzita v Mindelu a některé fakulty Kapverdské univerzity. Devět kilometrů jihozápadně od města leží Letiště Cesária Évora. Z města dále vyplouvají trajekty na kapverdský ostrov Santo Antão. Městem protéká řeka Ribeira de Julião. V okolí města se nachází hory Monte Verde, Morro Branco a Monte Cara.  
Město se nachází v oblasti s aridním podnebím. Partnerskými městy Mindela jsou Porto a Coimbra v Portugalsku, New Bedford v USA, Kronach v Německu a St Helena Bay v Jihoafrické republice. V letech 2002 až 2003 bylo Mindelo kulturním hlavním městem pro portugalsky mluvící část světa. 